# Железничка станица Кнежевац
Железничка станица Кнежевац је једна од железничких станица Београдског железничког чвора, те стајалиште друге линије БГ воза. Налази се насељу Кнежевац у општини Раковица у Београду. Пруга се наставља у једном смеру ка Кијеву и у другом према према Раковици. Железничка станица Кнежевац састоји се из 2 колосека.